# Luisa Futoransky
Luisa Futoransky (* 5. Januar 1939 in Buenos Aires, Argentinien) ist eine argentinische Dichterin und Schriftstellerin.

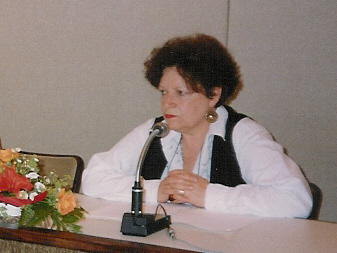
Luisa Futoransky 1993 in Eichstätt (Bayern)

## Leben
Luisa Futoransky wurde am 5. Januar 1939 in Buenos Aires in eine jüdische Familie hinein geboren, die aus Osteuropa nach Argentinien ausgewandert war. Ihren ersten Gedichtband, der bis heute unveröffentlicht geblieben ist, schrieb sie zusammen mit einer Schulkollegin im Alter von 15 Jahren. Sie besuchte die Handelsakademie (Escuela Nacional de Comercio) und erwarb danach ein Anwaltsdiplom an der Juridischen Fakultät der Universidad de Buenos Aires. Von 1953 bis 1961 studierte sie Musik am Conservatorio Municipal sowie Musikwissenschaft und Opernregie am Instituto Superior de Arte des Teatro Colón in Buenos Aires. Von 1965 bis 1968 besuchte sie bei Jorge Luis Borges Kurse über englischsprachige Lyrik an der Facultad de Letras der Universidad de Buenos Aires.
Während der 1960er Jahre unternahm sie ausgedehnte Reisen durch Lateinamerika. In Bolivien veröffentlichte sie im Alter von 21 Jahren ihren ersten Gedichtband. 1971 erhielt sie ein Stipendium der Fulbright Foundation zur Teilnahme am „International Writing Program“ an der University of Iowa (USA). Mit einem Stipendium der Universität von Rom gelangte sie in die italienische Hauptstadt, wo sie zeitgenössische Lyrik studierte und zweieinhalb Jahre als Regieassistentin für Oper und Schauspiel tätig war. So inszenierte sie z. B. La Bohème von Giacomo Puccini; der Erfolg dieser Regiearbeit trug ihr einen Vertrag am Opernhaus von Tel Aviv (Israel) ein, wo sie eineinhalb Jahre blieb.
Danach erhielt sie ein Angebot der Musikuniversität von Tokio, um dort Italienische Oper zu unterrichten, und so verbrachte sie die Jahre 1976 bis 1980 in Japan. Sie lernte Japanisch und arbeitete auch als Schauspielerin für Radio und Fernsehen. So trat sie zum Beispiel in einer Telenovela auf, in der sie eine italienische Sängerin mimte. Von Japan aus reiste sie nach Paris, wo man ihr das Angebot unterbreitete, an der Universität von Peking Hispanoamerikanische Literatur zu unterrichten. Da Ausländer zur damaligen Zeit zu isoliert vom Rest der Bevölkerung lebten, schlug sie dieses Angebot aus und kehrte nach Paris zurück, wo sie seit 1981 lebt. Um ihren Lebensunterhalt zu verdienen, war sie als Übersetzerin tätig und arbeitete als Redakteurin für Agence France Presse sowie als Fremdenführerin am Centre Georges Pompidou.
Sie hat für verschiedene Medien Beiträge verfasst, wie z. B.: Ars, L'Ane, Página/30, Página/12, Clarín, El Correo de la Unesco, World Fiction, Hispamérica, Basler Zeitung, sowie für Radio France, das Französische Kulturministerium und Radio Euskadi de España.

## Auszeichnungen und Preise
- Premio de Poesía del Fondo Nacional de las Artes de Buenos Aires
- Premio Aljaferia
- Chevalier des Arts et Lettres, Frankreich, 1990
- Premio Carmen Conde de Poesía Femenina
- Premio Antonio Camuñas
- Premio Carlos Ortiz
- Guggenheim-Stipendium 1991
- Stipendium des Centre National des Lettres, 1993 und 2010, Frankreich.

## Werk

### Lyrik
- Trago Fuerte. Potosí (Bolivien): Ed. de la Casa de Moneda, 1963.
- El corazón de los lugares. Buenos Aires: Ed. Perrot, 1964.
- Babel Babel. Buenos Aires: Ed. La Loca Poesía, 1968.
- Lo regado por lo seco. Buenos Aires: Ed. Noé. 1972.
- En nombre de los vientos. Zaragoza: Aljafería, 1976.
- Partir, digo. Valencia: Ed. Prometeo, 1982.
- El diván de la puerta dorada. Madrid: Ed. Torremozas, 1984.
- La sanguina. Barcelona: Ed. Taifa, 1987.
- La parca, enfrente. Buenos Aires: Libros de Tierra Firme, 1995.
- Cortezas y fulgores. Albacete, España: Editorial Barcarola, 1997.
- París, desvelos y quebrantos. New York: Pen Press, 2000.
- Estuarios. Buenos Aires: Ediciones del Mate, 2001.
- Antología Poética. Buenos Aires: Fondo Nacional de las Artes, 2002.
- Prender de gajo. Madrid: Editorial Calambur, 2006.
- Inclinaciones. Buenos Aires: Editorial Leviatán, 2006.
- Seqüana Barrosa. Jerez: EH, 2007.
- Ortigas: poesía mayor. Buenos Aires: Leviatán, 2014.
- Pintura rupestre. Buenos Aires: Leviatán, 2014.
- Humus… humus. Buenos Aires: Editorial Leviatán, 2020.

### Roman
- Son cuentos chinos. Madrid: Ed. Albatros, 1983. 2. Aufl.: Montevideo, Trilce, 1986; 3. Aufl.: Buenos Aires: Ed. Planeta.
- De Pe a Pa. Barcelona: Ed. Anagrama, 1986.
- Urracas. Buenos Aires: Ed. Planeta, 1992.
- El Formosa. Madrid: Ediciones del Centro, 2009. Neuauflage: Buenos Aires: leviatán, 2010.
- 23:53 – Noveleta. Buenos Aires: Leviatán, 2013.

### Essay
- Pelos. Madrid: Ed. Temas de Hoy, 1990. (Biblioteca Erótica, 9)
- Lunas de miel. Balada en la más estricta intimidad. Barcelona: Editorial Juventud, 1996.
- Desaires. Madrid: Del Centro, 2007.

### Übersetzungen ihres Werkes
Ins Englische:
- The Duration of the Voyage / La Duración del viaje. Selected Poems. Translated by Jason Weiss. New York: Junction Press, 1997.
- „The Melancholy of Black Panthers“. In: The House of Memory. Stories by Jewish Women Writers of Latin America. Edited by Marjorie Agosín. New York: The Feminist Press at the City University of New York, 1999, S. 208–213.
- Nettles. Translated by Philippa Page. London: Shearsman, 2016.

Ins Französische:
- Chinois, chinoiseries. Übersetzt von Annie Morvan. Arles: Editions Actes-Sud, 1984.
- Partir, te dis-je. Übersetzt von Françoise Campo-Timal. Arles: Editions Actes-Sud, 1985.
- Julia. Übersetzt von Jean Marie Saint-Lu. La Tour d’Aigues: Editions de l’Aube, 1989.
- Cheveaux, toisons et autres poils. Übersetzt von Jean Marie Saint-Lu. Paris: Presses de la Renaissance, 1991.
- Les orties de Saorge. Übersetzt von Nelly Roffé. Paris / Buenos Aires: Les Éditions de La Grenouillère / Editorial Leviatán, 2014.

Ins Deutsche:
- „Doppelbildnis mit Weinglas“, in: UNESCO-Kurier Nº4/1993.
- „Julia, Andrés, Cacha“. Übersetzt von Kristina Hering. In: Erkundungen. 21 Erzähler vom Rio de la Plata. Berlin: Verlag Volk und Welt, 1993, S. 127–139.
- „Monolog mit Kaffee in Ramat Aviv“, übersetzt von Juana und Tobias Burghardt, in: Jüdische Literatur Lateinamerikas, hrsg. von Tobias Burghardt. Reinbek bei Hamburg: Rowohlt, 1998. (Literaturmagazin, 42), S. 58–59.
- „Ich lese, ich träume, während die Welt brennt“, übersetzt von Margrit Klingler-Clavijo, in: LiteraturNachrichten Nr. 106, Herbst 2010, S. 4
- „Formosa“. In: Mit den Augen in der Hand. Argentinische Jüdinnen und Juden erzählen. Herausgegeben und übersetzt von Erna Pfeiffer. Wien: Mandelbaum Verlag, 2014, S. 64–69. ISBN 978-3-85476-446-5
- „Auf der Flucht hat man keine Zeit, sich mit Stammbäumen zu befassen“, in: „Sie haben unser Gedächtnis nicht auslöschen können“. Jüdisch-argentinische Autorinnen und Autoren im Gespräch. Herausgegeben und aus dem Spanischen übersetzt von Erna Pfeiffer. Wien: Löcker-Verlag, 2016 (edition pen, Bd. 39), S. 99–125. ISBN 978-3-85409-805-8
- Formosa. Aus dem argentinischen Spanisch übersetzt von Erna Pfeiffer. Wien: Löcker, 2017 (edition pen, Band 68). ISBN 978-3-85409-863-8
- „Circerei“ / „Circería“, „Die schöpferische Hand“ / „La mano fértil“, „Kleines Haus in Villa Devoto“ / „Chalecito en Villa Devoto“, „Rosa, rosae“, Übersetzung: Eva Srna. In IX. Festival Lateinamerikanischer Poesie in Wien, 6. bis 9. Juni 2018 (Anthologie), S. 8–11